# Alexis Canoz
Alexis Canoz, né le 8 septembre 1805 à Sellières, dans le Jura (France) et décédé le 2 décembre 1888 à Tiruchirapalli (Inde du Sud), est un prêtre jésuite français, missionnaire en Inde du Sud, vicaire apostolique puis 1er évêque du nouveau diocèse de Trichinopoly et fondateur des sœurs de la Mère des Douleurs, servantes de Marie.

## Biographie
Alexis Canoz est issu d'une famille espagnole installée en Comté de Bourgogne (plus tard Franche-Comté) depuis le XVe siècle, venue de Galicie avec le Prince d'Orange qui faisait le pèlerinage de Saint Jacques de Compostelle. La famille Canoz, installée à Saffloz, se mit au service de l'Empereur Charles Quint qui anoblit la famille. Devenue une famille de rouliers du Grandvaux au début du XVIIe siècle en raison de la dégradation de la situation en Comté, la décision de rejoindre Sellières intervient au milieu du XVIIIe siècle pour y installer une activité de négoce.
C'est dans la maison familiale de Sellières, au 15 rue du Faubourg, que naquit Alexis Canoz.
Après des études au collège des Jésuites de Dole et aux séminaires de Besançon et de Lons-le-Saulnier, Alexis Canoz entre chez les jésuites le 22 août 1824. La Compagnie de Jésus vient est restaurée en France depuis dix ans. Il fait son noviciat à Montrouge, près de Paris, et les études de théologie à Brigue, en Suisse. Il y est ordonné prêtre le 1er avril 1832, à Sion, en Valais. Sa formation spirituelle se termine avec le « Troisième An » passé à Avignon en 1836-1837.
Après quelques années passées à Lalouvesc, centre de pèlerinage à saint Jean-François Régis, Canoz est envoyé rejoindre la nouvelle mission du Maduré, en Inde du Sud, confiée aux Jésuites français. Il y arrive en janvier 1840. En 1844 il est nommé supérieur de ce petit groupe de pionniers jésuites, et réside habituellement à Trichinopoly.
Malgré de nombreux obstacles, pour la plupart liés  à la rivalité entre missions catholiques et protestantes, Canoz fonde en 1845 le collège Saint-Joseph à Nagapattinam, qui fait également fonction de séminaire pour candidats indiens au sacerdoce. À partir de 1849, des cours de théologie y sont offerts. Et en 1866 le collège obtient son affiliation à l’université de Madras. Transféré à Trichinopoly en 1883 ce collège donne le ton pour tout ce qui concerne le projet éducatif, secondaire comme universitaire, dans la nouvelle mission du Maduré.
En 1846, nommé à la tête du vicariat apostolique nouvellement créé de Madurai, Alexis Canoz sera consacré évêque le 29 juin 1847, à Trichinopoly, par Louis de Sainte-Marie (Martini) assisté des évêques Clément Bonnand et Melchior de Marion-Brésillac. Il n’en continue pas moins à être le Supérieur religieux des Jésuites de la Mission, ce qu’il le restera jusqu’en 1875.
En 1847, il ouvre à Trichinopolly  le premier noviciat jésuite en Inde. Comprenant l’aide que peuvent apporter des congrégations religieuses autochtones dans l’apostolat il fonde une congrégation de frères religieux : les Frères de Notre-Dame-des-Sept-Douleurs, pour la formation des catéchistes, (appelés « Sannyasis »), et les « Sœurs de la Mère des Douleurs, servantes de Marie », pour l’éducation des filles, (appelées « Vyagulas »), et une troisième, les « Sœurs de Sainte-Anne » (appelées « Annammals ») pour l’aide et le soutien des veuves indiennes.
En 1858, Alexis Canoz est nommé administrateur apostolique à Bombay, tâche délicate s'il en est étant donné le conflit de juridiction entre le « Padroado » portugais et la « Propaganda Fide » du Saint-Siège qui corrode la vie du vicariat. Dans ce conflit il se gagne la sympathie de tous par son tact, sa simplicité de vie comme son zèle pastoral, particulièrement auprès des Tamouls avec lesquels il pouvait traiter dans leur propre langue. Son rôle à Bombay se termine en mai 1881, lorsque  Walter Steins y est nommé.
Alexis Canoz fait partie du groupe d’évêques indiens participant au concile Vatican I (1870).
Lorsque la hiérarchie catholique est formellement établie en Inde (1886) Canoz est confirmé comme premier évêque du nouveau diocèse de Trichinopoly. À sa mort en 1888, le nombre de catholiques de la région avait presque doublé, passant de 98 000 à 166 000. Deux mois avant sa mort – il avait 83 ans - Alexis Canoz fit une dernière visite pastorale des paroisses de son diocèse durant laquelle il donna le sacrement de confirmation à pas moins de 2 439 personnes.
Alexis Canoz est issu d'un lignage apostolique qui comprend 4 papes (Sixte IV, Jules II, Léon X et Clément VIII) et qui remonte au milieu du XVe siècle.